# Classe Sinpo
La classe Sinpo (coréen : 신포급 잠수함), également appelée classe Gorae (baleine) ou classe Pongdae  est une classe de sous-marins construit en Corée du Nord pour la marine populaire de Corée. Il s'agit du plus grand sous-marin conçu et construit pour la marine populaire coréenne.

## Historique
Son design serait peut être influencé par des designs yougoslaves plus anciens tels que les Heroj-class submarine (en) (1964-70) et Sava-class submarine (en) (1975-81). Il y a eu des spéculations sur le fait que la conception serait influencée par les sous-marins russes modernes de classe Kilo ou classe Golf, mais le sous-marin est nettement plus petit que ces modèles. 
Bien qu'ils soient peut-être moins avancés et capables que les sous-marins occidentaux ou sud-coréens, ils pourraient tout de même représenter une avancée significative pour la flotte de sous-marins de la marine populaire coréenne.
Si la conception réussit, la classe Sinpo pourrait remplacer les sous-marins vieillissants de la classe Romeo. Cependant, il ne s'agit peut-être que d'un sous-marin expérimental.

### Armement
Les images satellite suggèrent la présence d'une ouverture sur la tourelle indiquant la présence d'un système de lancement vertical pour un ou deux missiles. 
En août 2016, au cours de l'Ulchi Freedom Guardian (exercice militaire conjoint des États-Unis et de la Corée du Sud), un sous-marin présumé être celui-ci a lancé ce qui serait un missile balistique KN-11 dans la mer du Japon. Les premières photos publiées par la Corée du Nord du sous-marin l'ont associé au test du missile KN-11